# Solanum turraeaefolium
Solanum turraeaefolium är en potatisväxtart som beskrevs av Spencer Le Marchant Moore. Solanum turraeaefolium ingår i släktet skattor som ingår i familjen potatisväxter. Inga underarter finns listade i Catalogue of Life.